# Comment c'est fait ?
Ne doit pas être confondu avec l'émission canadienne Comment c'est fait.
Comment c'est fait ? est une émission de télévision française, produite par France 3 et Léo production, réalisée par François Amado, présentée par Jean-Pierre Coffe sur France 3 et diffusée de 1992 à 1993. Ce rendez-vous télévisuel à destination des enfants, vise à faire découvrir les secrets de fabrication des produits du « terroir » auxquels Coffe est particulièrement attaché. Cette émission prit fin brutalement en 1993. Elle fut également diffusée en cassettes VHS.